# Belsize Park metróállomás
A Belsize Park a londoni metró egyik állomása a 2-es zónában, a Northern line érinti.

## Története
Az állomást 1907. június 22-én adták át a Charing Cross, Euston & Hampstead Railway részeként. Napjainkban a Northern line vonatai szolgálják ki.

## Forgalom
| Járat | Útvonal | Gyakoriság     |
| ----- | --- | -------------- |
|       | Edgware – Burnt Oak – Colindale – Hendon Central – Brent Cross – Golders Green – Hampstead – Belsize Park – Chalk Farm – Camden Town (– tovább Kennington vagy Morden felé) | 3-4 percenként |

## Átszállási kapcsolatok
| Állomás      | Átszállási kapcsolatok      |
| ------------ | --------------------------- |
| Belsize Park | Helyi buszok (Belsize Park) |

## Fordítás
- Ez a szócikk részben vagy egészben  a   Belsize Park tube station című angol Wikipédia-szócikk fordításán alapul.  Az eredeti cikk szerkesztőit annak laptörténete sorolja fel. Ez a jelzés csupán a megfogalmazás eredetét és a szerzői jogokat jelzi, nem szolgál a cikkben szereplő információk forrásmegjelöléseként.